# فيليبا كروس
فيليبا كروس (بالإنجليزية: Philippa Cross)‏ هي مجدفة بريطانية، ولدت في 7 يوليو 1966 في بانبوري في المملكة المتحدة.

## وصلات خارجية
- فيليبا كروس على موقع الاتحاد الدولي للتجديف (الإنجليزية)
- فيليبا كروس على موقع أوليمبيديا (الإنجليزية)
- فيليبا كروس على موقع اللجنة الأولمبية البريطانية (الإنجليزية)